# Emilio Pujol
Pour les articles homonymes, voir Pujol.
Emilio Pujol Vilarrubi, né le 7 avril 1886 à La Granadella, mort le 15 novembre 1980 à Barcelone, est un guitariste, compositeur et pédagogue espagnol.
Il fut l'élève de Francisco Tarrega qui est le grand théoricien de la guitare classique. Sur la base des travaux de Tarrega, il écrivit une méthode pour l'apprentissage de cet instrument de musique (Escuela Razonada de la Guitarra).
Il composera 124 œuvres et plus de 275 transcriptions et arrangements pour guitare. Mais Pujol a contribué surtout, à l’instar d’Andrés Segovia ou de Narciso Yepes, à redonner tout son prestige à la guitare en tant qu’instrument soliste.

## Parmi ses œuvres célèbres
- El Abejorro ;
- Canción de Cuna ;
- Cancion amatoria ;
- Barcarolle ;
- Cubana ;
- Impromptu ;
- Homenaje a Tarrega ;
- Pieza nº 2 (Guajira o Evocación Cubana) ;
- Pieza nº 3 (Tango Español) ;
- Preludios ;
- Scottish Madrileño ;
- Sevilla ;
- Danzas Españolas ;
- Piezas Españolas ;
- Tango ;
- Tema y Variaciones ;
- Tonadilla ;
- Veneciana ;
- Villanesca.

## Élèves célèbres
- Javier Hinojosa
- Alberto Ponce
- Hopkinson Smith
- Narcis Bonet
- Javier Quevedo
- Rafael Andia
- Arnaud Dumond